# نايجل ديفيز (لاعب اتحاد الرغبي)
نايجل ديفيز (بالإنجليزية: Nigel Davies)‏ هو لاعب اتحاد الرغبي بريطاني، ولد في 29 مارس 1965 في لنلي ‏ في المملكة المتحدة.

## وصلات خارجية
- نايجل ديفيز عل موقع إسبنسكروم (الإنجليزية)
- نايجل ديفيز على موقع ItsRugby.co.uk (الإنجليزية)